# Hotel Schwanen

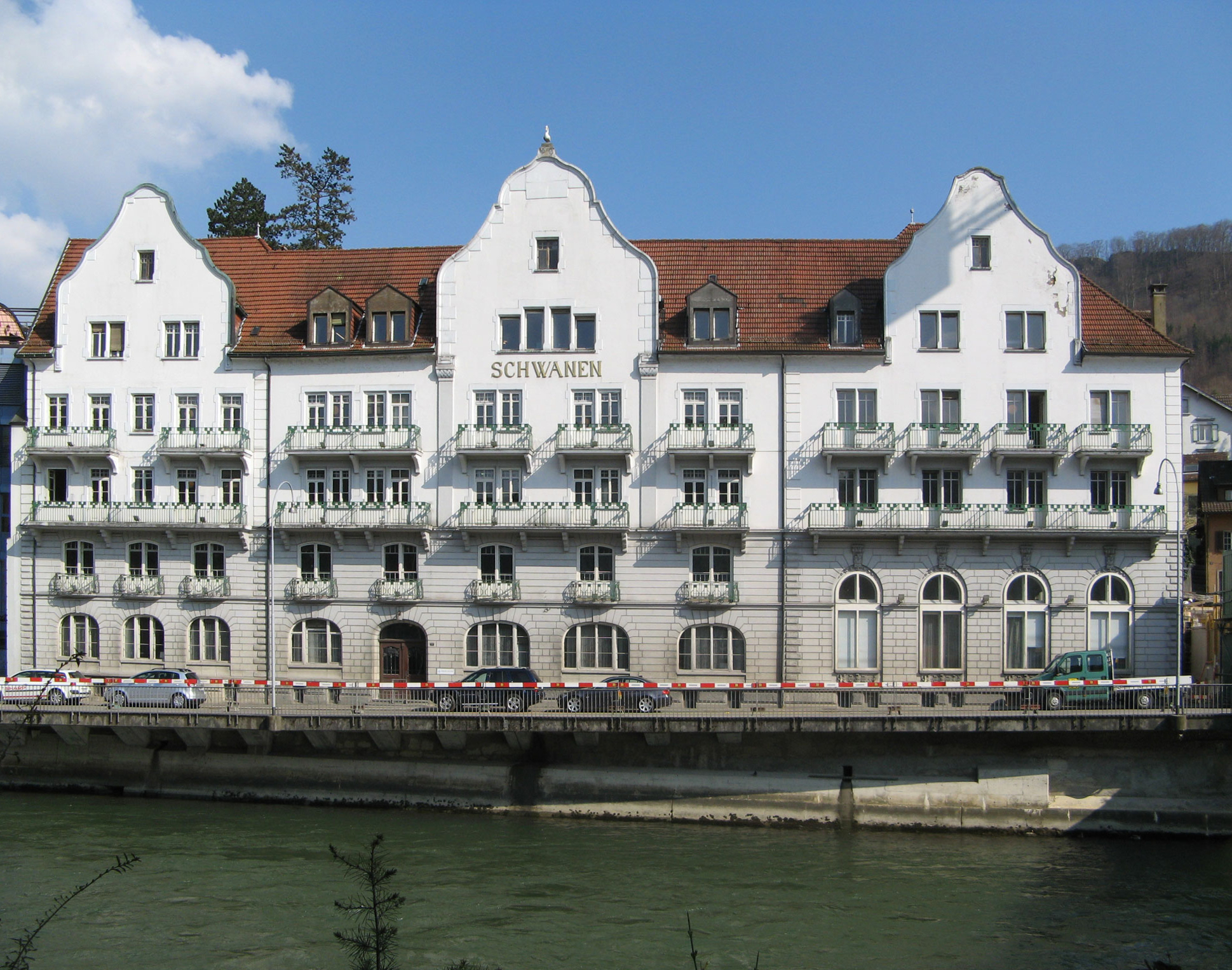
Hotel Schwanen

Das Hotel Schwanen ist ein ehemaliges Hotel in Ennetbaden im Kanton Aargau. Es steht an der Badstrasse im Bäderquartier. Das Hotel ist ein besonders gut erhaltenes Beispiel der Architektur von Kurgebäuden des 19. Jahrhunderts und ist als Kulturgut von regionaler Bedeutung klassifiziert.

## Gebäude

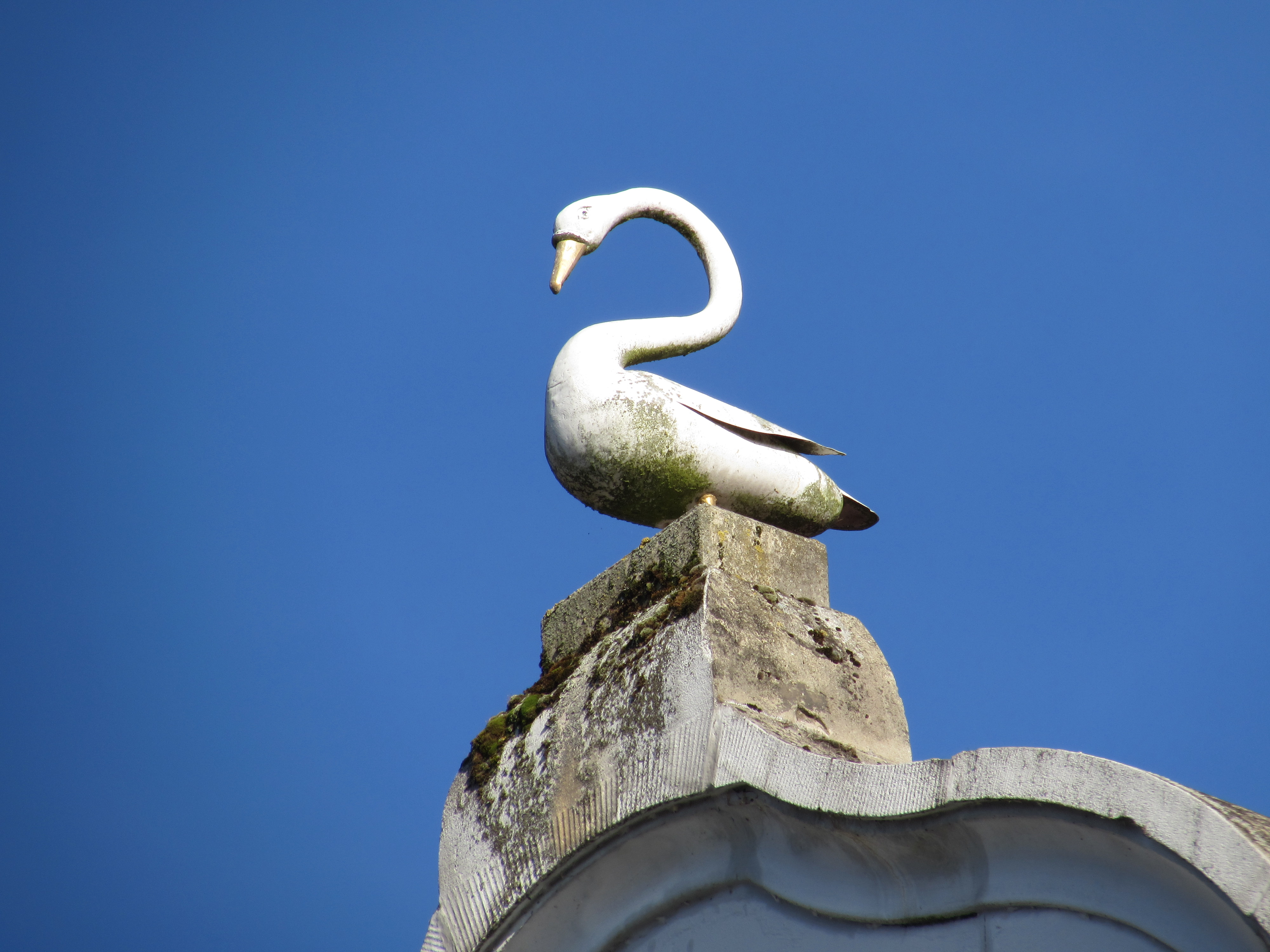
Schwanenskulptur auf dem mittleren Dachfirst

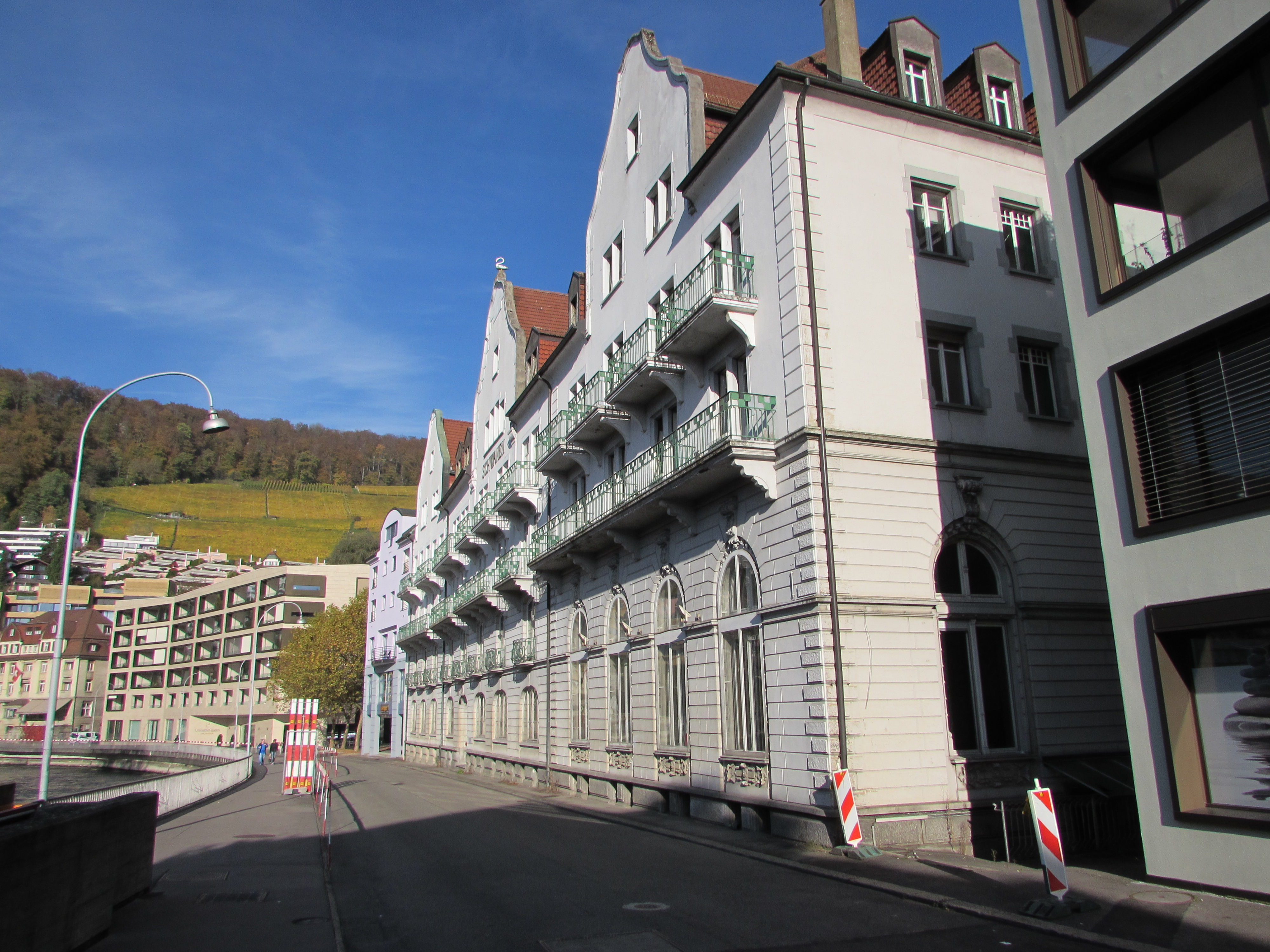
Ansicht von der Seite

Nur durch die Badstrasse von der Limmat getrennt, präsentiert sich der Schwanen als ähnlich mächtig proportioniertes Gegenstück zum Hotel Limmathof auf der gegenüberliegenden Badener Seite des Flusses. Seine klassizistischen Formen sind jedoch weitaus weniger streng ausgeführt und besitzen deutlich erkennbare Biedermeier- und Jugendstil-Elemente. Die dem Fluss zugewandte Schaufassade wirkt auf den ersten Blick symmetrisch, offenbart aber zahlreiche Unregelmässigkeiten, die auf die Struktur der Vorgängerbauten zurückzuführen sind. Sie vereint drei Trakte, deren Breite und Fensterformen unterschiedlich sind. Andererseits sind sie durch die Putzquaderung, zahlreiche gleichförmige Balkone und drei grosse, geschweifte Quergiebel einander angeglichen. Im Innern ist die Jugendstil-Ausstattung zum Teil erhalten geblieben, insbesondere im Entrée und in verschiedenen Räumen im Erdgeschoss. Der Speisesaal im südlichen Trakt ist mit neubarocken Wand- und Deckenmalereien verziert.

## Geschichte
Das Hotel entstand etappenweise über einen Zeitraum von sechs Jahrzehnten durch wiederholtes Anfügen von Anbauten. Der erste Trakt aus den Jahren 1842/43 war noch eine Dependance des (nicht mehr existierenden) Hotels «Engel». Er zählte drei Geschosse mit fünf Achsen und ein zusätzliches Mezzanin. 1844 begannen die Bauarbeiten am eigentlichen Hotel «Schwanen». Beim Errichten der Fundamente stiessen die Arbeiter auf die sehr ergiebige Schwanenquelle. Das neue Gebäude war ebenfalls dreigeschossig mit fünf Achsen. Um 1850 wurden beide Trakte unter einem Dach vereinigt, kurz darauf kam an der südlichen Stirnwand ein eingeschossiger, vierachsiger Speisesaal mit Flachdachterrasse hinzu. 1897 wurde der Speisesaaltrakt durch einen neuen, wesentlich höheren ersetzt, dieser wiederum um die Jahrhundertwende um zwei Geschosse und ein hohes Dach mit Jugendstilgiebeln aufgestockt. Über dem Unterbau der drei älteren Trakte vollendete der aus Ennetbaden stammende Architekt Eugen Schneider zwei neue Trakte. Diese waren formal dem aufgestockten Speisesaaltrakt angeglichen.
Aufgrund des allgemeinen Niedergangs des Bäderquartiers und des zunehmenden Durchgangsverkehrs auf der Badstrasse erwies sich der Hotelbetrieb als unrentabel und musste 1976 eingestellt werden. Das Energieversorgungsunternehmen Motor-Columbus erwarb daraufhin das Hotel und nutzte es als Bürogebäude. Einige Teile des «Schwanen» wurden unter Denkmalschutz gestellt. Motor-Columbus focht diesen Beschluss juristisch an, unterlag aber 1996 vor Bundesgericht und verkaufte deswegen das Gebäude an das Generalplanungsunternehmen Gähler & Partner AG. Dieses behielt die Büronutzung bis 2012 bei und begann daraufhin einen Umbau zu planen. Vorgesehen ist zukünftig eine Nutzung als Business-Apartment-Hotel mit sechs Hotelzimmern, sechs Apartments und fünf Mietwohnungen. In einem Annex hinter dem Hotel entstehen weitere Miet- und Eigentumswohnungen. Das 60 Millionen Franken teure Projekt sollte ursprünglich 2016 vollendet sein, doch wird die Neueröffnung erst gegen Ende 2017 erfolgen.